# Dorcasina grossa
Dorcasina grossa là một loài bọ cánh cứng trong họ Cerambycidae.